# Drummond Company
Drummond Company Inc. es una compañía privada de explotación y procesamiento de carbón original de Birmingham, Alabama, Estados Unidos.  
La compañía fue fundada en Jasper, Alabama, en 1935 por H. E. Drummond, y continúa siendo manejada por sus hijos.
La Drummond opera una mina en el noroeste de Alabama así como otras minas en el norte de Colombia; controla más de 2 billones de toneladas de reservas y vende aproximadamente 29 millones de toneladas de carbón al año.

## Controversias en Colombia
La multinacional carbonera ha sido demandada en por lo menos tres ocasiones por recibir apoyo de grupos paramilitares en Colombia envueltos en violaciones de derechos humanos en contra de la población civil como asesinatos de líderes sindicales entre otros. La justicia norteamericana no ha encontrado evidencias suficientes y ha fallado a favor de la empresa que ha manifestado que nunca ha apoyado ningún tipo de acción de grupos al margen de la ley.
En febrero de 2013 el periodista Alejandro Arias reportó con pruebas fotográficas el vertimiento de cientos de toneladas de carbón al mar por parte de la multinacional en enero del mismo año. A partir de este hecho el Gobierno Nacional suspendió temporalmente algunas de las operaciones de la compañía en Santa Marta donde ocurrieron los hechos.